# This One
Seconda traccia del lato B di Flowers in the Dirt (1989) ed ottava in generale, This One è un brano di Paul McCartney, pubblicato sul sopraccitato album e come singolo (b-side: The First Stone) nello stesso periodo.

## Descrizione
Eseguito dal vivo fra il 1989 ed il 1991 nel corso del The Paul McCartney World Tour, è stato suonato in tutte le 103 date, ed è stato incluso sull'album dal vivo Tripping the Live Fantastic (1990). Il critico musicale Stephen Thomas Erlewine ha considerato This One come una buona canzone.

## Il singolo
Quarantaduesimo SP per McCartney, This One, pubblicato, come di consueto per i 45 giri del musicista, su svariati formati, è arrivato alla 18ª posizione della classifica britannica, mentre negli USA alla 94ª di Billboard Hot 100 ed alla 28ª su Adult contemporary music. La b-side, The First Stone, registrata nell'estate 1988, non è stata pubblicata in nessun altro formato, neanche nelle varie ristampe di Flowers in the Dirt.
Il 7", il CD singolo ed il 12", che aggiungeva I Wanna Cry ed I'm in Love Again, vennero tutti e tre pubblicati il 17 luglio 1989, con i rispettivi numero di serie R 6223, CD R 6223 e 12 R 6223. Il 24, apparve un'edizione in box-set con il numero di catalogo RX 6223, contenente al lato A This One, al lato B una nuova versione di The Long and Winding Road, sei cartoline della band che ha registrato il brano ed un'altra fotografia, apparsa anche sul retro-copertina di Flowers in the Dirt. Una settimana più tardi, fu il turno di un ulteriore 12" (12RX 6223), con This One, The First Stone e Good Sign, registrata nell'autunno 1988. Per tutte le pubblicazioni, la copertina venne disegnata da Sni Muk Fej, mentre le fotografie sono state scattate da Herman Leonard.
Per promuovere il singolo, vennero girati due videoclips: uno, diretto da Tim Pope, risale alla fine di giugno, mentre il secondo, diretto da Dean Chamberlain, risale alla fine del mese seguente. Il primo, molto indianeggiante è incentrato sugli occhi di Macca, e vi compaiono dei ballerini indiani dal quartiere Southall di Londra assieme a delle mummie, per le quali occorse un permesso.

## Formazione
- Paul McCartney: voce solista, voci, chitarra acustica, chitarra ritmica, sitar, tastiere, armonium,  basso elettrico, tamburello, bicchiere di vino
- Hamish Stuart: voci, chitarra acustica, chitarra ritmica
- Robbie McIntosh: chitarre acustiche, chitarre elettriche
- Chris Witten: batteria, percussioni
- Judd Lander: armonica a bocca
- Linda McCartney: armonie vocali[1]